# Arnaud Cotture
Arnaud Amédée Cotture (Martigny, 9 agosto 1995) è un cestista svizzero.

## Palmarès
- Campionato svizzero: 5

Friborgo: 2015-16, 2020-21, 2021-22, 2022-23*, 2023-24
- Coppa di Svizzera: 4

Friborgo: 2016, 2022, 2023, 2024
- Coppa di Lega svizzera: 5

Friborgo: 2010, 2022, 2024, 2025
Ginevra: 2019
- Supercoppa svizzera: 5

Ginevra: 2018, 2019
Friborgo: 2021, 2022, 2024